# Trobriand
Le Isole Trobriand, oggi ufficialmente note come Isole Kiriwina, sono un arcipelago di atolli corallini con una superficie complessiva di circa 440 km² ubicato al largo della costa orientale della Nuova Guinea. L'arcipelago fa amministrativamente parte della Provincia della Baia di Milne della Papua Nuova Guinea.
La maggior parte dei circa 12 000 abitanti vivono su Kiriwina, l'isola principale, sulla quale si trova anche Losuia, la sede delle strutture governative.

## Storia
Il primo gruppo di visitatori europei a raggiungere le Trobriand fu l'equipaggio della nave francese Speranza nel 1793; l'esploratore Antoine Bruni d'Entrecasteaux diede loro il nome del suo primo ufficiale Denis de Trobriand. Agli inizi del XX secolo, quando il colonialismo britannico estese la propria influenza sull'area, venne fondato l'insediamento di Losuia, che divenne un importante centro per le forze di polizia, i missionari ed i mercanti.
Agli inizi della prima guerra mondiale, l'antropologo Bronisław Malinowski si recò nell'arcipelago per studiare in maniera approfondita una cultura non occidentale. Le sue descrizioni del sistema di scambio del kula, dei metodi di coltivazione, delle pratiche magiche e sessuali della popolazione, spinsero molti ricercatori, tra cui lo psicologo Wilhelm Reich, a recarsi nelle isole per studiarne il sistema sociale ed altri aspetti della cultura locale.
Durante la seconda guerra mondiale, l'arcipelago divenne una base d'appoggio per una delle più importanti operazioni alleate nel Pacifico, la cosiddetta Operazione Cartwheel, culminata con l'attacco alla base giapponese di Rabaul.